# 零能量重水试验反应堆
零能量重水試驗反應爐（英語：Zero Energy Experimental Pile，縮寫ZEEP）是在加拿大安大略省粉筆河附近的粉筆河實驗室建造的一座核反應爐。 ZEEP於1945年9月5日15:45首次進入臨界狀態。ZEEP是美國境外第一個投入運作的核反應爐。
ZEEP由加拿大、英國和法國科學家設計，是第二次世界大戰期間生產核武用鈽之努力的一部分。它是在加拿大國家研究院監管的情況下由蒙特婁實驗室和粉筆河實驗室之研究設施所開發的。ZEEP在開發國家研究實驗反應爐和國家研究通用反應爐的過程中發揮了重要作用，而國家研究實驗反應爐和國家研究通用反應爐又促成了加拿大重水鈾反應爐的成功開發。
ZEEP是世界上最早的重水反應爐之一，其設計也是為了使用天然（未濃縮）鈾；這個特點一直延續到加拿大重水鈾反應爐的設計。鈾濃縮是一個複雜而昂貴的過程；因此，使用未濃縮鈾為ZEEP帶來了許多明顯的優勢。
ZEEP在1970年之前一直用於基礎研究。1973年退役，1997年拆除。1966年，ZEEP被安大略省指定為歷史遺址，並豎立了一塊歷史牌匾以示紀念。這塊牌匾和ZEEP現在都陳列在加拿大渥太華的加拿大科技博物館中。